# Neomusotima
Neomusotima is een geslacht van vlinders van de familie van de grasmotten (Crambidae), uit de onderfamilie van de Musotiminae. De wetenschappelijke naam en de beschrijving van dit geslacht zijn voor het eerst gepubliceerd in 1985 door Yutaka Yoshiyasu.

## Soorten
- Neomusotima conspurcatalis (Warren, 1896)
- Neomusotima fuscolinealis Yoshiyasu, 1985